# Debbie Hayton
Debbie Hayton (1968) es una mujer transgénero británica, profesora, periodista, sindicalista y activista política, que destaca por su abierta oposición a algunos temas del transgenerismo. 

## Trayectoria
Creció en el condado de Durham y asistió a la Universidad de Newcastle donde se licenció (1989) y más tarde se doctoró (1992) en física atómica. En 2022 inició su carrera como profesora de secundaria en Coventry, Midilands.
Hasta 2011, impulsada por el fuerte deseo de transicionar, acudió a la consulta de un psicoterapeuta que la aconsejó estudiar las diferentes alternativas para esta transición. En diciembre de 2012 decidió iniciarla y cambió su nombre de David a Debbie, y en 2016 se sometió a una cirugía de reasignación de género. La transición de Hayton fue aceptada tanto por sus compañeros de profesión como por los del sindicato.
Previamente a la transición se había casado y tiene tres hijos. El impacto en su familia lo contó ella misma en uno de sus numerosos artículos.
Nada más completar su transición, Hayton se lanzó a publicar sobre distintos aspectos, incluidos los legales, sobre el transgenerismo, en medios de primera línea, oponiéndose a la autoidentificación de género. Sus artículos han aparecido en The Daily Mail, The Times, The Economist, The Telegraph, y mantiene regularmente una columna en The Spectator. Algunos de sus artículos han aparecido también en la prensa española.
Desde 2016, se ha opuesto abiertamente a la autoidentificación de género y apoya las leyes que tienen como objetivo definir los espacios solo para mujeres como basados en el sexo en lugar de la identidad de género. Su voz se ha oído en reuniones de Woman's Place UK, un grupo "crítico de género".
En un evento de julio de 2019 organizado por Fair Play For Women, Hayton usó una camiseta que, imitando un eslogan de Stonewall, decía que "Las mujeres trans son hombres. Supéralo." Fue criticada y amenazada con la expulsión del comité LGBT+ del Union Congress por sus expresiones; Hayton había sido miembro del comité durante cinco años.
En 2020, la red trans y no binaria del National Education Union criticó el nombramiento de Hayton por parte del sindicato para un papel en el Comité LGBT+ del TUC.
La inclusión de Hayton en los materiales de recursos de la Iglesia de Inglaterra causó controversia en el Sínodo General en 2021. Jayne Ozanne criticó la inclusión y describió a Hayton como alguien "franco en su negación de la existencia misma de las personas trans". El miembro del sínodo Ian Paul apoyó a Hayton y le preguntó a la obispa Sarah Mullally sobre las medidas que se están tomando para proteger a Hayton "de la intimidación y de los intentos de silenciarla".
Hayton ha sido portavoz de la LGB Alliance, una sección escindida de Stonewall UK fundada en 2019 en oposición a la posición de Stonewall sobre las personas trans. La Alliance a su vez describe a Hayton como “una de nuestras más valientes aliadas trans”.
Hayton ha expresado su oposición a los principios de Yogyakarta, a la autoidentificación, al concepto de identificación de género, a la administración de bloqueadores de la pubertad a los niños, al uso de los servicios para mujeres por las mujeres trans, etc.